# Leon Rose
Leon Rose, né en 1961, est un exécutif américain de basket-ball, avocat et agent sportif. Il est l'actuel président des Knicks de New York de la National Basketball Association (NBA). En tant qu'agent sportif, Rose a représenté un certain nombre d'éminents joueurs de la NBA, dont Allen Iverson et LeBron James. 

## Jeunesse
Rose a grandi à Cherry Hill, dans le New Jersey et a fréquenté le Cherry Hill High School East, où il a joué au basket-ball et a ensuite été intronisé au Temple de la renommée de l'école. Rose est diplômé de Dickinson College, où il a joué dans l'équipe de basket-ball, et a obtenu son diplôme en droit à la Temple University Beasley School of Law. Il a été intronisé au Temple de la renommée des sports juifs de Philadelphie en 2011. 

## Carrière d'agent sportif
Rose a représenté LeBron James de 2005 à 2012, lorsque James est parti rejoindre une nouvelle agence dirigée par Rich Paul, qui travaillait sous Rose chez CAA. Rose et un autre agent de la CAA, Henry Thomas, qui représentait à l'époque les Dwyane Wade et Chris Bosh du Heat de Miami, ont travaillé ensemble pour réunir les trois joueurs à Miami en 2010. Rose a négocié un contrat de quatre ans pour James avec Miami. Il avait précédemment négocié une prolongation de 2006 pour James avec les Cavaliers de Cleveland. 

## Carrière d'exécutif
Le 2 mars 2020, Rose a été nommé en tant que président des Knicks de New York de la National Basketball Association (NBA). 

## Clients
Voici une liste des anciens et actuels clients de Rose : 
- Carmelo Anthony, ailier, Trail Blazers de Portland
- Renaldo Balkman, ailier, dernière équipe NBA : Knicks de New York, 2010
- Andrea Bargnani, ailier fort, dernière équipe NBA : Nets de Brooklyn
- Devin Booker, arrière, Suns de Phoenix
- Omri Casspi, ailier, Grizzlies de Memphis
- Mardy Collins,  arrière, dernière équipe NBA : Clippers de Los Angeles, 2010
- Eddy Curry, pivot, dernière équipe NBA : Mavericks de Dallas, 2012
- DeSagana Diop, pivot, dernière équipe NBA : Bobcats de Charlotte, 2013
- Joel Embiid, pivot, 76ers de Philadelphie
- Jonny Flynn, arrière, dernière équipe NBA : Trail Blazers de Portland, 2010
- Richard Hamilton, arrière, retraité
- Allen Iverson, meneur, retraité
- Eddie Jones, arrière, retraité
- Aaron McKie, arrière, retraité
- Victor Oladipo, arrière, Pacers de l'Indiana
- Chris Paul, meneur, Suns de Phoenix
- Dajuan Wagner, meneur, Asseco Prokom Gdynia
- JR Smith, arrière, dernière équipe NBA : Cavaliers de Cleveland, 2018
- Rodney Stuckey, arrière, Pacers de l'Indiana
- Michael Kidd-Gilchrist, ailier, Mavericks de Dallas
- Jonas Valančiūnas, pivot, Grizzlies de Memphis
- Kenny " Special K " Soll, Harlem Globetrotters